# 4956 Noymer
4956 Noymer este un asteroid din centura principală, descoperit pe 12 noiembrie 1990 de Robert McNaught.